# Kora (mjesec)
Kora (također Jupiter XLIX) je prirodni satelit planeta Jupiter. Retrogradni nepravilni satelit iz grupe Pasiphae s oko 4 kilometara u promjeru i orbitalnim periodom od 723.720 dana. Ime je dobio po Perzefoni, prelijepoj kraljica Hada u grčkoj mitologiji, koja je znana i kao Kora (grč. κόρη = "kći").